# Consiliul Național al Maghiarilor din Transilvania
Consiliul Național al Maghiarilor din Transilvania (CNMT) (în maghiară Erdélyi Magyar Nemzeti Tanács, EMNT) este o organizație maghiară din România, înființată la data de 13 decembrie 2003 de către membrii radicali ai UDMR și avându-l ca președinte pe László Tőkés.
La momentul înființării, liderii CNMT au anunțat, printre altele, că obiectivul organismului nou creat ar fi obținerea autonomiei teritoriale a Ținutului Secuiesc până în 2007.

## Istoric
La începutul anului 2003, a avut loc, la Satu Mare, Congresul al VII-lea al UDMR care a constituit și ruptura internă dintre „linia Marko” și „opoziția Tokes”.
Pluralismul intern din UDMR s-a caracterizat până atunci prin contradicțiile majore între cele două personalități: Marko Bela președinte încă din anul 1993 și Laszlo Tokes, președintele de onoare al UDMR.
Acutizarea acestor contradicții a fost provocată de solicitarea lui Tokes privind desființarea CRU, parlamentul intern al UDMR, și organizarea alegerilor interne.
Neexecutarea acestor modificări a dus la desprinderea din Uniune a platformei reformiste aflate sub influența lui Tokes.